# ルビースター航空
ルビースター航空とは、ミンスクに本社を置き、ミンスク国際空港を拠点とするベラルーシの貨物航空会社である。自社が保有する航空機による国内外の貨物運輸のほか、代理店業務も行っている。

## 沿革

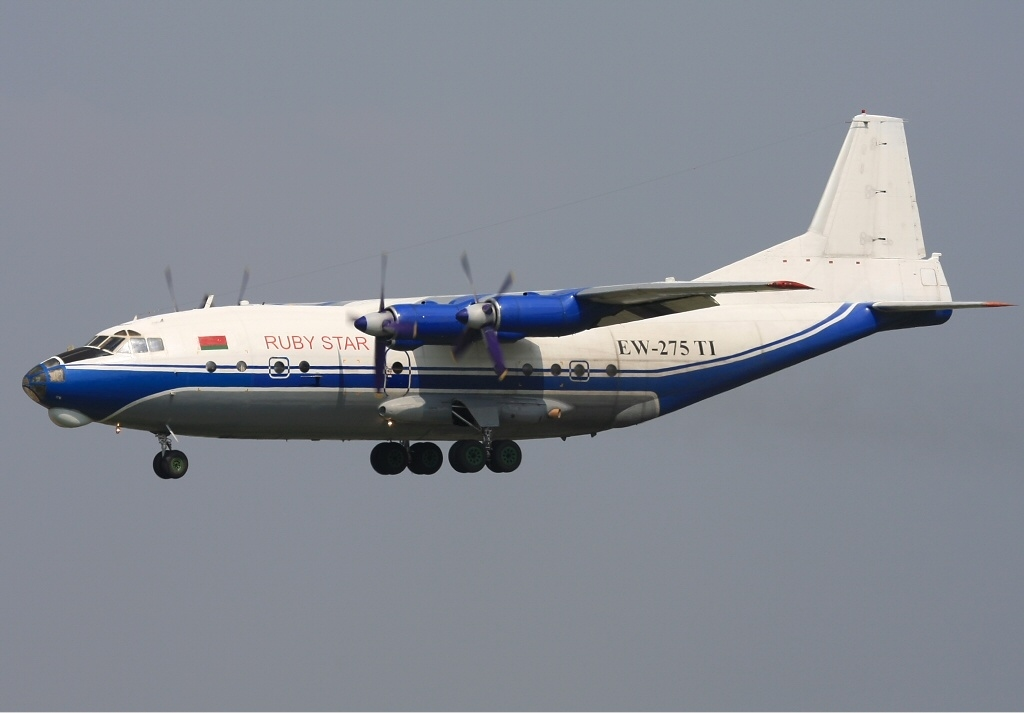
ルビースターのアントノフAn-12

2000年に航空貨物輸送の代理店として、ルビースターが設立された。2002年にルビースターはベラルーシ国家航空委員会によって貨物航空会社として認可され、国際民間航空機関（ICAO）から3レターコードを割り当てられた。

## 保有機材
- 5 アントノフAn-12[3]
- 2 Il-76 (航空機)[4]
- 1 ボーイング747-412BCF[5]